# Phaonia mimocandicans
Phaonia mimocandicans este o specie de muște din genul Phaonia, familia Muscidae, descrisă de Ma, Z. în anul 1991. Conform Catalogue of Life specia Phaonia mimocandicans nu are subspecii cunoscute.